# نوکیا ۳۳۱۰
نوکیا ۳۳۱۰ یک‌نمونه از گوشی‌های تلفن همراه سری ۳۰۰۰ شرکت نوکیا می‌باشد که توسط همین شرکت به بازار عرضه شده‌است. این گوشی تلفن همراه با نام مقاوم‌ترین گوشی دنیا شهرت دارد.
انواع مختلفی از ۳۳۱۰ رونمایی شده‌است، از جمله نوکیا ۳۳۱۵، ۳۳۲۰، ۳۳۳۰، ۳۳۵۰، ۳۳۶۰، ۳۳۹۰ و ۳۳۹۵.
نوکیا ۳۳۱۰ در کارخانه‌های فنلاند و مجارستان تولید می‌شد. نوکیا ۳۳۱۵ در کره جنوبی، برای بازارهای آسیا و اقیانوس آرام تولید می‌شد و زیر تریلی ۱۸ چرخ هم دوام می آورد